# Charinus guianensis
Espèce
Synonymes
- Oligacanthophrynus guianensis Caporiacco, 1947

Charinus guianensis est une espèce d'amblypyges de la famille des Charinidae.

## Distribution
Cette espèce est endémique du Haut-Demerara-Berbice au Guyana,. Elle se rencontre vers Castra Marlissa.

## Description
La protonymphe holotype décrite par Weygoldt en 1998 mesure 3,4 mm.

## Systématique et taxinomie
Cette espèce a été décrite sous le protonyme Oligacanthophrynus guianensis par Caporiacco en 1947. Elle est placée dans le genre Charinus par Weygoldt en 1998.

## Étymologie
Son nom d'espèce, composé de guian[&] et du suffixe latin -ensis, « qui vit dans, qui habite », lui a été donné en référence au lieu de sa découverte, le Guyana.

## Publication originale
- Caporiacco, 1947 : « Diagnosi preliminari di specie nuove di Aracnidi della Guiana Britannica raccolte dai professori Beccari e Romiti. » Monitore Zoologico Italiano, vol. 56, p. 20-34.